# Гема

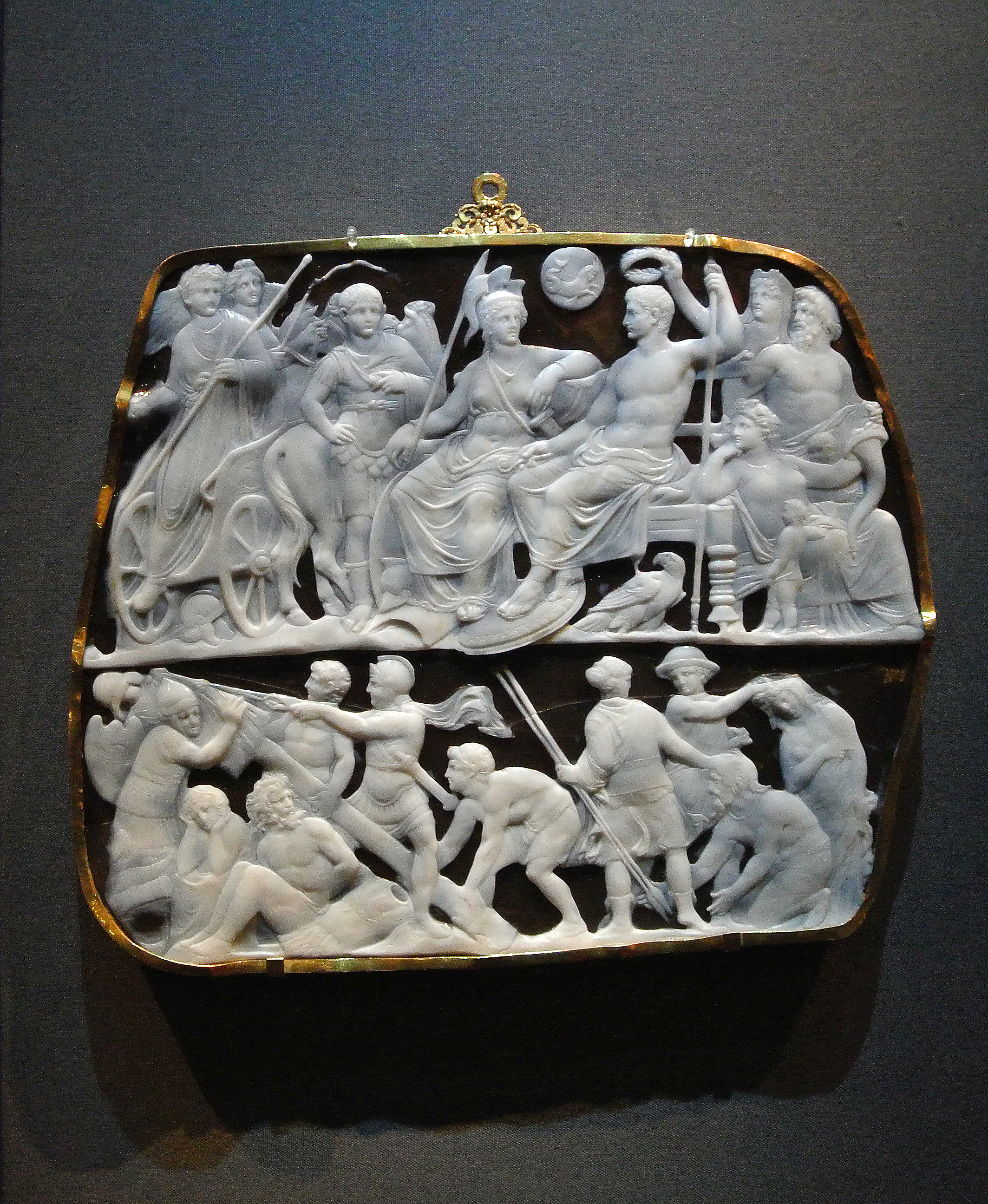
«Гема Августа», 9—12 рр. н. е., камея із сардонікса. Музей історії мистецтв, Відень.

Ге́ма, або ґе́ма (лат. gemma — «коштовний камінь») — дорогоцінний або напівдорогоцінний камінь з вирізьбленим опуклим (камея) чи заглибленим (інталія) зображенням, що використовувався як печатка, амулет, прикраса тощо.
В українській науковій термінології термін «ґеми» відомий з середньовіччя. Трапляється в лекціях Феофана Прокоповича з натурфілософії і фізики, прочитаних в 1705—1709 рр. в Києво-Могилянській академії.